# Cagan-Morin
Cagan-Morin (ros. Цаган-Морин) – wieś (ułus) w Rosji, w Buriacji, w rejonie zakamieńskim. W 2010 liczyła 524 mieszkańców.